# サクセス (ゲーム会社)
株式会社サクセス（英：SUCCESS Corporation）は、日本のコンピュータゲーム開発会社。コンピュータエンターテインメント協会・日本オンラインゲーム協会正会員。

## 事業内容
スマホ・PC向けアプリおよびブラウザーゲーム、家庭用、業務用、オンラインゲーム、と全てのプラットフォームを手がけている。自社開発・自社販売ゲームに加え、大手からの受託開発と、他社開発ゲームのパブリッシングを手掛けているため、作品数はかなり多い。1983年に処女作「PLAY BALL」を発売以来、開発タイトル数は1600（2021年時点）と、世界のゲーム会社の中でトップクラスの実績を誇る。
代表作は、シューティングゲーム『コットン』と、『おさわり探偵 小沢里奈』とそのスピンオフ作品『おさわり探偵 なめこ栽培キット』。
開発ラインを支えるため、内製ツールの開発にはかなり力を入れており、社内業務改善を目的として開発したものの一部をビジネスソフトとして外販している。
かつてはパチンコ・パチスロの企画・開発（主に受託開発）と、アニメ製作事業も手掛けていたが、2022年に両事業を子会社「サクセスプラス」として分離した。同社は2024年6月30日付でケイブへ譲渡。

## 沿革
- 1978年6月 - (有)サクセスアチーブメント東京設立。創業者の吉成隆杜は、それまでセールスマンとして様々な商材を販売していたが、企業家向けの自己啓発教材「サクセス・モティベーション・インスティチュート」の販売事業を新たに始めた。これをソードの椎名社長に売り込んだことがきっかけで、吉成はコンピュータのプログラム作成およびコンピュータゲーム業界に興味を持つ。

- 1980年1月 - ゲーム機器オペレーター業務を始める

- 1981年2月 - (有)サクセスに社名変更

- 1982年1月 - ゲームソフトの自社開発を始める

- 1982年3月 - (株)サクセスに組織変更

- 1983年 - 処女作『PLAY BALL』発売（販売・コパック）。ほとんど売れずに基板の在庫が積みあがったが、次作「オセロ」のプログラムを載せて基板を売り切った。

- 1987年 - 『とんとん』を開発（販売・太陽自動機）。店頭機（いわゆる「駄菓子屋ゲーム機」）としてはビデオ表示端末を搭載した史上初のゲーム機とされる。

- 1991年 - アーケード版『コットン』発売（販売・セガ）。サクセス最大のヒット作となった。

- 1994年 - 『上海：万里の長城』を開発（販売・サンソフト）。アーケード版、スーパーファミコン版、サターン版、PS版、PC-FX版、3DO版、FM Towns版, PC-98版、X68000版という、9プラットフォームで同時に開発を達成したのは前例がない。

- 1995年 - 『ゲームの達人』の開発（販売・サンソフト）。将棋、連珠、麻雀、ブレイスという、4つのゲームを1つにパッケージしたお得版。しかし、「1つのソフトがこの1/4の価格で買えた方がもっとうれしい」という発想から、後の「Simple1500シリーズ」につながる。

- 1998年 - 「家庭用ゲームの廉価版」という企画をディースリー・パブリッシャーに持ち込み、「Simple1500シリーズ」の展開を開始。のちにサクセスの自社販売による「SuperLite1500」シリーズも展開。

- 2000年3月 - J-PHONE向けサービス開始。以後、ガラケー向けに大量のゲームをリリースし、全盛期には年間100本を超えた。

- 2001年10月 - オンラインゲームポータル「GAMESPACE24」サービス開始

- 2003年 - 対戦ゲーム「UNO」発売。携帯3キャリア向けでクロスプラットフォームに対応した、携帯電話ゲーム業界初のクロスプラットフォーム作品。

- 2009年 - 「Top 50 Developers 2009」29位にランクイン

- 2011年 - スマホ向けゲーム『おさわり探偵 なめこ栽培キット』発売（開発・ビーワークス）。スピンアウト元である『おさわり探偵 小沢里奈』シリーズを上回る大ヒット作となり、『なめこ栽培キット』シリーズとして独自展開された。
- 2023年 - 代表取締役・吉成隆杜が「2023年アブダビ世界ベテランズ柔道大会」に出場し、70歳以上81kgカテゴリにおいて優勝。記念して同社ゲームタイトルを対象とするセールを実施した[3]。
- 2024年 - 子会社サクセスプラスをケイブへ譲渡。

## 主なソフト

### 業務用ゲーム
- オセロ
- Superオセロ
- オセロしようよ
- とんとん
- ぴょんぴょん
- くるくるぴょんぴょん
- パラパラダイビング
- 上海
- 上海II
- 上海III
- 上海：万里の長城
- コットン
- コットン2
- サイヴァリア
- サイヴァリア2
- おいしいパズルはいりませんか（サンソフト販売）
- おてなみ拝見
- カラオケクイズ イントロドンドン!
- きらめきスターロード♪イントロ倶楽部♪（タイトー販売）
- ソニックウィングス リユニオン

### 家庭用ゲーム
- 上海：万里の長城
- コットン
- コットン100%
- パノラマコットン
- サイヴァリア
- サイヴァリア2
- RPGツクール
- サウンドノベルツクール
- 音楽ツクールかなでーる
- Simple1500シリーズ（The麻雀、The将棋、The囲碁、The花札、Theビリヤード他）
- SuperLite1500シリーズ（数独、ナンクロ、おえかきパズル、麻雀II、将棋II、UNO、THE TETRIS他）
- 最強将棋BONANZA
- アカイイト
- アオイシロ
- ドラゴンダンス
- ようこそひつじ村
- メタルサーガ 〜砂塵の鎖〜
- 東京バス案内2
- レッスルエンジェルス SURVIVOR
- 吉野家
- おさわり探偵 小沢里奈
- おさわり探偵 なめこ大繁殖
- アルクのキクタン
- シネマ英会話
- おじゃる丸

### オンラインゲーム
- GODIUS
- NAVYFIELD
- らいぶ雀
- リングドリーム
- 麻雀ロワイヤル
- 英雄クロニクル
- バースセイバー

### 携帯・スマホ
- 着ボイス
- docomoスゴ得
- メタルサーガ
- 楽園生活ひつじ村
- なまはむ

### アニメ
- 游世界
- Transformers: Titans Return
- The Fate OF ARAD（阿拉徳 宿命之門）
- Voice of Fox（孤狸之声）
- SPICY GIRL（麻辣女配）
- 嘉納治五郎伝 柔の道

### ビジネスソフト
- 当てクイズ Who's who？
- BIZLINE

## 海外ローカライズ
- アポカリプス
- Warriors of Might and Magic
- スーパーカー ストリートチャレンジ
- ウィザードリィ ニューエイジオブリルガミン
- ウィザードリィ リルガミンサーガ SuperLiteGOL
- ウータン SHAORIN STYLE
- ドッグズライフ
- トムとジェリー ヒゲヒゲだいせんそう
- Area 51
- ゲーセンUSA ミッドウェイアーケードトレジャーズ
- トニー・ホーク プロスケーター
- トニー・ホーク プロスケーター3
- トニー・ホーク プロジェクト8
- ショーン・パーマー プロ スノーボーダー
- サベージスカイ
- ストラングルホールド
- スーパートラックス
- スパイダーマン
- スパイダーマン2 エンターエレクトロ
- スパイダーマン ミステリオの脅威
- X-MENミュータントアカデミー
- X-MENミュータントアカデミー2
- ROCKY
- ラリーチャンピオンシップ
- GTC AFRICA
- SuperLite1500シリーズ ロードランナー レジェンドリターンズ
- SuperLite1500シリーズ ロードランナー2

## 電子書籍レーベル
- SuperLite文庫[4] - ライトノベル